# Округ Медисон (Алабама)
Округ Медисон (енгл. Madison County) је округ у америчкој савезној држави Алабама. По попису из 2010. године број становника је 334.811. Седиште округа је град Хантсвил.

## Демографија
Према попису становништва из 2010. у округу је живело 334.811 становника, што је 58.111 (21,0%) становника више него 2000. године.
| Група             | 2000.           | 2010.           |
| Белци             | 196.496 (71,0%) | 221.445 (66,1%) |
| Афроамериканци    | 63.025 (22,8%)  | 80.376 (24,0%)  |
| Азијати           | 5.140 (1,9%)    | 8.265 (2,5%)    |
| Хиспаноамериканци | 5.226 (1,9%)    | 15.404 (4,6%)   |
| Укупно            | 276.700         | 334.811         |